# Мунданеум
«Мунданеум» (англ. Mundaneum) — інформаційне сховище-картотека в Брюсселі, що було засновано двома вченими, Полем Отле і Анрі Лафонтеном, у 1920 році і проіснувало до 1934 року. Являло собою картотеку, з якої за допомогою пошти, телеграфа та великого штату працівників кожна людина в світі — як планувалося — могла б отримати будь-які відомості, що зберігалися в «Мунданеумі». Проєкт, однак, зіткнувся з проблемою завеликої кількості користувачів і виявився неефективно організованим. Будівля, в якій знаходився «Мунданеум», отримала назву «Всесвітній палац» (фр. Palais Mondial).
З 1998 року в Монсі існує присвячений йому музей. «Мунданеум» розглядається як один із попередників Інтернету і вважається об'єктом європейської культурної спадщини.

## Історія

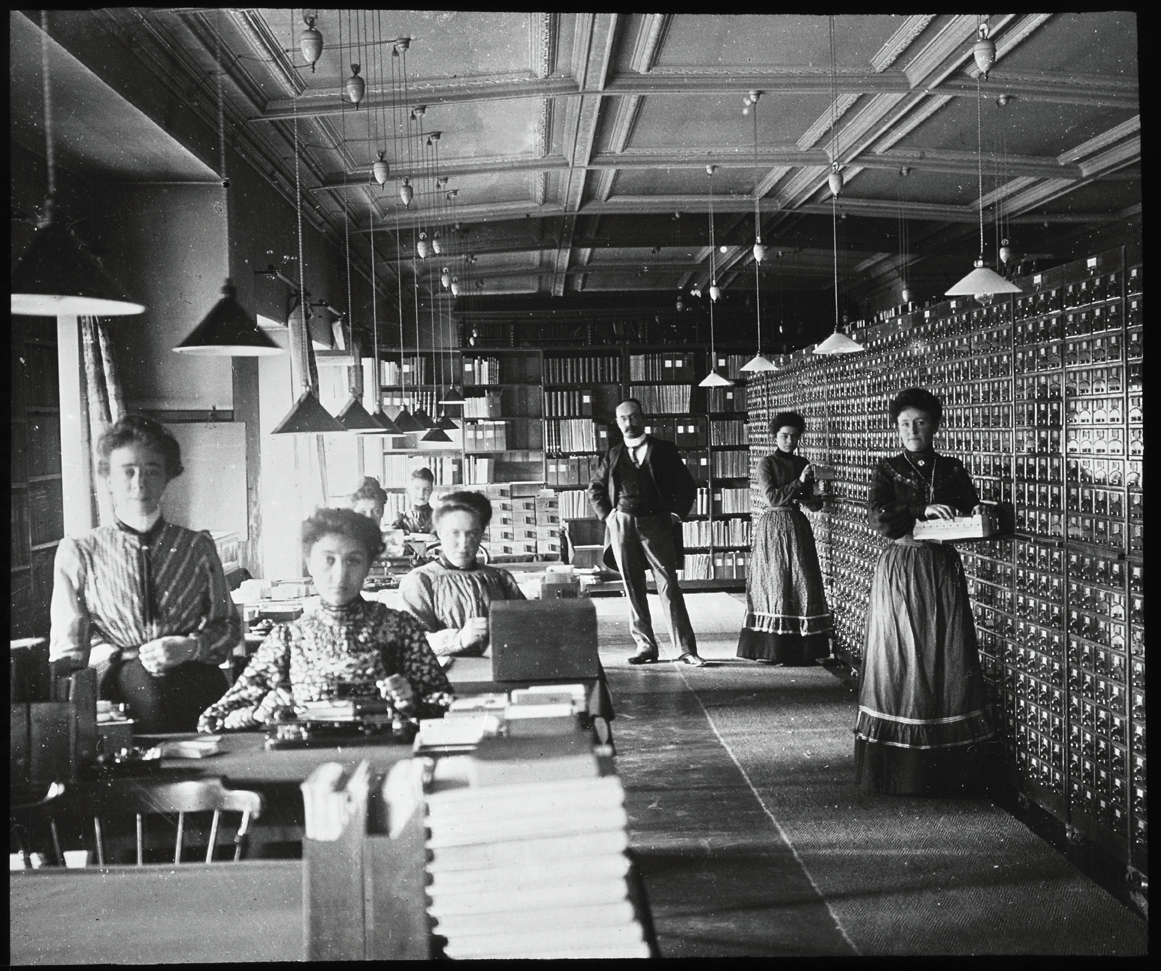
Робота з картотекою, 1900 р. Приблизно так повинен був виглядати «Мунданеум»

Розробка «Мунданеума» розпочалась у 1895 році бельгійськими вченими і юристами Полем Отле і Анрі Лафонтеном. Обидва були переконані в тому, що вільний доступ до знань сприятиме миру в світі. Метою «Мунданеума» було об'єднання в одному місці всіх знань про світ у всіх його формах (книги, плакати, газети з цілого світу і т. д.) у великій та інноваційній бібліографії. Але, враховуючи масштаби задачі, розробники повинні були зосередитися на певних областях і, переважно обмежувались міжнародною документацією. Проєкт створення «Міста знань» (Mundaneum), представлений Отле і Лафонтеном отримав підтримку від бельгійської влади, яка розраховувала, що він підсилить претензії Бельгії на те, щоб прийняти Лігу Націй в Брюселлі. Для проєкту було виділено приміщення і фінансування.
В 1920 році «Мунданеум» був розміщений у лівому крилі палацу, який знаходився у брюсельському Парку п'ятдесятиріччя. Отле спочатку назвав свій проєкт «Palais Mondial» — «Всесвітній палац». Експозиція складалась із шістнадцяти дидактичних залів, бібліографічної картотеки, яка містила дванадцять мільйонів карток із вказівками на розташування інформаційних матеріалів, а також музею преси, який зберігав 200 тисяч екземплярів газет з цілого світу, випущених в період між 1895 і 1914 роками. «Мунданеум» містив фонди і великі колекції архівів: Міжнародний музей преси, Універсальний іконографічний репертуар (плакати, світлини, листівки), Універсальний довідник документації, Енциклопедію «Universalis Mundaneum», яка складається зі збірника схем, концептуалізованих Полем Отле, в тому числі «Mondothèque», особисті роботи Анрі Лафонтена і Поля Отле, тематичні збірники з фемінізму, пацифізму і анархізму, а також архіви волонтерської групи «друзі „Palais Mondial“».
Були найняті додаткові люди, які взялися до роботи. Через деякий час інформаційні ресурси «Мунданеума» дозволили запустити пошуковий сервіс, яким міг скористатись будь-хто, відправивши запит поштою або телеграфом — щось на кшталт аналогової пошукової системи. Запити на різні теми, від бумерангів до болгарської фінансової системи, надходили зі всіх куточків світу, і їхнє число перевищило 1500 за рік.
У міру розвитку проєкту він почав зазнавати складнощів через необхідність обробки великого обсягу паперу. Отле взявся до розробки нових технологій, які допомогли б справитись з інформаційним перевантаженням, поклавши в їх основу так званий «комп′ютер» на основі паперу, який був обладнаний колесами і спицями, які б рухали документи по поверхні стола. Проте, згодом стало зрозуміло, що доцільно зовсім відмовитись від паперу. Позаяк у 1920-х роках електронного зберігання інформації ще не існувало, Отле довелось почати його розробку. Він детально описав можливість електронного зберігання інформації в книзі «Monde» (1934), в якій він виклав своє бачення «механічного колективного мозку», який містив би в собі всю інформацію світу, доступну через глобальну телекомунікаційну мережу.
В 1934 році бельгійська влада втратила інтерес до проєкту. «Мунданеум» довелось перевести в менше приміщення, а через деякий час зупинити прийом запитів на інформацію. Німецька окупація Бельгії остаточно зруйнувала проєкт. Німці розчистили ділянку, на якій був розташований «Мунданеум», знищивши тисячі ящиків з індексними картками, щоб звільнити місце для вистави мистецтва Третього рейху. Інститут «Мунданеума» в Гаазі, створений австрійським філософом і соціологом Отто Нейратом, в співробітництві з Полем Отле, також був закритий через еміграцію Нейрата в Англію під час німецького вторгнення у Нідерланди.

## Музей «Мунданеума»

Схема роботи «Мунданеума» в уявленні Отле

Музей «Мунданеума» був відкритий у 1998 в архівному центрі бельгійського міста Монс, завдяки багаторічній роботі з його створення. Після смерті Отле все, що залишилось від «Мунданеума», було покинуто в одному із приміщень будівлі анатомічного театру Брюссельського вільного університету. Професор Чиказького університету Ворден Бойд Рейвард (Warden Boyd Rayward), дисертація якого було присвячена діяльності Поля Отле, знайшов в архівах документи, які дозволили знайти залишки «Міста знань». Він знайшов занедбану кімнату, заповнену книгами й документами. Робота Рейварда допомогла відновити інтерес до роботи Отле, що в свою чергу призвело до створення музею «Мунданеума» в місті Монс (1993). Сьогодні в музеї «Мунданеума» можна подивитись на мережу, якою вона б могла бути: довгі ряди висувних ящиків з мільйонами індексних карток Отле, зі вказівками на архів в задній кімнаті, заповненій книгами, плакатами, світлинами, газетними вирізками та іншими артефактами.
В 2012 році музей «Мунданеума» і Google оголосили про своє співробітництво, в присутності прем′єр-міністра Бельгії Еліо Ді Рупо, щоб підкреслити роль, яку грають засновники «Мунданеума», Поль Отле і Анрі Лафонтен як піонери мережі Інтернет.
«Мунданеум», отримавший статус елементу європейського спадку, сьогодні називають «паперовим інтернетом» і «паперовим Гуглом». Точніше, проєкт Поля Отле в цілому, що класифікував усі знання світу в унікальному і централізованому місці, ближчий до проєкту Фонду Вікімедія.

## Всесвітнє місто

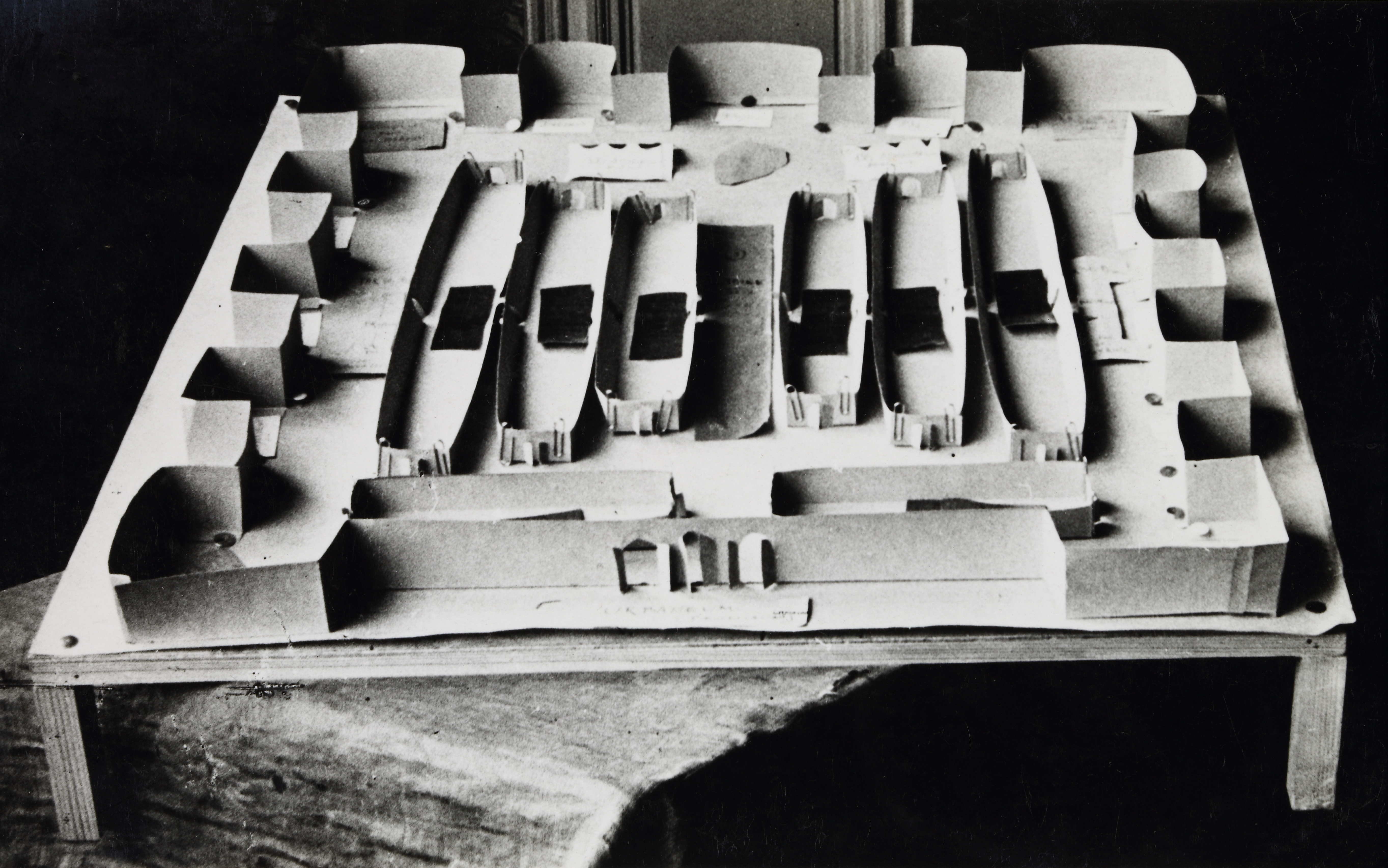
Паперовий макет «Міста знань», 1937 р.

Всесвітнє місто — нереалізований утопічний проєкт, задуманий Полем Отле в 1910 році, який повинен був, як і всесвітні виставки світу, об′єднати всі головні інститути світу. Всесвітнє місто повинне було розповсюджувати знання для решту світу і будувати мир та глобальне співробітництво. Ідея Отле про створення утопічного міста, присвяченого міжнародним інститутам, багато в чому надихнула публікацію в 1913 році норвезько-американського скульптора Гендріка Крістіана Андерсена і французького архітектора Ернеста Хебрара із вражаючою серією планів «Beaux-Arts» для Всесвітнього центру коммунікації (1913).
Для дизайну свого «Всесвітнього міста» Отле співпрацював з декількома архітекторами. Таким чином, була розроблена ціла серія проєктів для «Всесвітнього міста». Найпродуманішими планами були: дизайн Мунданеума (1928) і Всесвітнього миру (1929) Ле Корбюзьє в Женеві поряд з палацом Ліги Націй, проєкт Віктора Буржуа в Тервюрені (1931) поряд з Музеєм Конго, знову Ле Корбюзьє (у співробітництві з Huib Hoste) на лівому березі в Антверпені (1933 р.), Моріс Хейманс і Станіслав Ясінський і Рафаель Делвілл на лівому березі Антверпена (1941).
Плани міста, розрахованого на розміщення мільйона людей, виконувалися для міст в Брюсселі, Антверпені, Женеві (поряд з Лігою Націй), Парижі і навіть в США. З кожною зміною географічної чи політичної ситуації Поль Отле адаптував проєкт, намагаючись збільшити шанси на його реалізацію.
В цих різних проєктах програма Всесвітнього міста залишалась більш чи менше фіксованою, включаючи всесвітній музей, всесвітній університет, всесвітній бібліотечний і документаційний центр, офіси для міжнародних асоціацій, офіси і посольства для народів, олімпійський центр, житловий район і парк, зв′язані Авеню націй.
Попри підтримку багатьох прихильників проєкту, зокрема політиків, цей проєкт так і не розглядався як здійсненний.